# Флаг Приобья
Флаг муниципального образования городское поселение Прио́бье Октябрьского района Ханты-Мансийского автономного округа — Югры Российской Федерации — опознавательно-правовой знак, служащий официальным символом муниципального образования.
Флаг утверждён 4 мая 2010 года и внесён в Государственный геральдический регистр Российской Федерации с присвоением регистрационного номера 6320.

## Описание флага
«Прямоугольное полотнище с отношением ширины к длине 2:3, состоящее из двух равновеликих вертикальных полос синего (у древка) и зелёного цветов, воспроизводящее фигуры герба городского поселения Приобье в белом и жёлтом цветах».
Геральдическое описание герба гласит: «В рассечённом лазоревом (синем, голубом) и зелёном поле сопровождаемый внизу возникающим серебряным элементом орнамента „оленьи рога“ серебряный опрокинуто-чешуйчатый пояс, по которому плывёт золотая лодка с двумя вогнутыми, утончающимися и сходящимися вверху мачтами с золотыми же парусами (каждый из которых закреплён на обеих мачтах) и вымпелом».

## Символика флага
Флаг составлен на основании герба муниципального образования городское поселение Приобье, в соответствии с традициями и правилами вексиллологии и отражает исторические, культурные, социально-экономические, национальные и иные местные традиции.
Основным элементом флага является лодка под парусом в виде железной дороги, ведущей вверх, плывущая на волне, изображённой в виде опрокинуто-чешуйчатого пояса, что символизирует городское поселение Приобье как значимый транспортный узел, соединяющий железнодорожную магистраль и судоходную реку.
Своей схожестью и формой лодка напоминает Ноев ковчег.
Белый орнамент обских угров в виде рогов оленя, находящийся внизу полотнища, гласит о принадлежности муниципального образования к Ханты-Мансийскому автономному округу — Югре и подчёркивает региональную особенность северного края, его духовную красоту и святость.
Жёлтый цвет (золото) — символ благосостояния, прочности, интеллекта, великодушия.
Синий цвет (лазурь) — символ величия и красоты, безупречности, возвышенности устремлений, добродетели, чистоты неба.
Белый цвет (серебро) — символ чистоты, совершенства, мира и взаимопонимания.
Зелёный цвет — символ природы, богатой лесами, а также символ изобилия, жизни и возрождения.